# Kastenkopf
Kastenkopf är ett berg i Österrike, på gränsen till Tyskland.   Det ligger i distriktet Reutte och förbundslandet Tyrolen, i den västra delen av landet, 500 km väster om huvudstaden Wien. Toppen på Kastenkopf är 2 129 meter över havet, eller 203 meter över den omgivande terrängen. Bredden vid basen är 2,7 km.
Terrängen runt Kastenkopf är huvudsakligen bergig, men den allra närmaste omgivningen är kuperad. Runt Kastenkopf är det ganska glesbefolkat, med 26 invånare per kvadratkilometer.. Närmaste större samhälle är Reutte, 18,4 km öster om Kastenkopf. 
I omgivningarna runt Kastenkopf växer i huvudsak blandskog.